# Зарзамин (джамоат)
Зарзамин или Зарзаминский джамоат (тадж. Ҷамоати деҳоти Зарзамин, до 2012 года – Катаганский джамоат) — сельская община (джамоат) в Гафуровском районе Согдийской области Таджикистана. Административный центр — село Зарзамин.
Сельская община Зарзамин (бывший Катаган) образована в 1965 году. Общая площадь джамоата составляет 306 га. Население на 01.01.2013 г. составляет 12 631 человек в 2 191 домохозяйстве. Большую часть населения составляют узбеки. На территории джамоата находится 1 отделение связи, 11 учреждений обслуживания, 2 общеобразовательные школы, 1 больница, 1 здравпункт и 1 мечеть-пятидневка.

## Населённые пункты
| № | Населённый пункт | Прежние названия  | Тип населённого пункта | Население, 2017 г. |
| - | ---------------- | ----------------- | ---------------------- | ------------------ |
| 1 | Зарзамини Нав    | Зарзамин, Катаган | село, адм. центр       | 12 933             |
| 2 | Мехнатобод       |                   | село                   | 554                |

## География
Расположена в восточной части района на реке Сырдарья в Ферганской долине.